# Kenny Jackett
Kenneth Francis Jackett (Watford, 5 de janeiro de 1962) é um ex-futebolista e treinador de futebol galês que atuava como meio-campista. Atualmente, está sem clube.
Nascido na Inglaterra, representou a seleção do País de Gales em nível internacional.

## Carreira
Descoberto no Bushey Rangers, Jackett chegou ao Watford em 1974 para jogar nas categorias de base. Sua estreia profissional foi em abril de 1980, aos 18 anos, contra o Sunderland, tornando-se parte do elenco principal a partir da temporada 1980–81. Em 1981–82, conquistou o acesso à Football League First Division (antiga Primeira Divisão inglesa), pela qual foi vice-campeão na edição de 1982–83 e da Copa da Inglaterra de 1983–84.
Sua última temporada como atleta dos Hornets (única equipe de sua carreira como jogador) foi a de 1989–90, quando atuou apenas 17 vezes antes de sua aposentadoria, com apenas 28 anos, devido a uma série de operações no joelho. Em uma década como profissional, Jackett disputou 428 partidas oficiais com a camisa do Watford e marcou 34 gols

## Seleção Galesa
Elegível para defender a Seleção Galesa, Jackett fez sua estreia pelos Dragões em setembro de 1982, em uma vitória por 1 a 0 sobre a Noruega, pelas eliminatórias da Eurocopa de 1984, competição que a equipe ficou perto da vaga, porém terminaria apenas um ponto atrás da Iugoslávia.
Sua despedida internacional foi em um amistoso contra a Suécia, em Estocolmo, que terminou com derrota galesa por 4 a 1. O meia disputou 31 partidas por Gales, não tendo feito nenhum gol.

## Carreira de treinador
Após deixar os gramados, Jackett seguiu no Watford como integrante da comissão técnica e iniciou a carreira de técnico em 1996, substituindo Graham Taylor, que passaria a trabalhar como diretor de futebol dos Hornets. Em abril de 1997, passou a ser auxiliar do próprio Taylor, função que exerceria até o final da temporada 2000–01, quando deixaria o Watford após a chegada do italiano Gianluca Vialli, passando a integrar a comissão técnica de Ian Holloway no Queens Park Rangers.
Voltaria a treinar clubes em 2004, substituindo Brian Flynn no Swansea City, que obteve o acesso à League One em sua primeira temporada completa no comando dos Cisnes, rendendo a Jackett uma renovação de seu contrato por mais 2 anos.
Após comandar Millwall, Wolverhampton Wanderers, Rotherham United, Portsmouth e Leyton Orient, seu último trabalho foi como diretor de futebol do Gillingham, assumindo o cargo em janeiro de 2023, pouco depois do empresário norte-americano Brad Galinson comprar o clube. Por questões médicas, deixou os Gills em novembro de 2024.

## Vida pessoal
Seu pai, Frank Jackett, também foi jogador de futebol, chegando a defender o Watford entre 1949 e 1954 (14 jogos).

## Títulos

### Como treinador
Swansea City
- Football League Trophy: 2005–06[22]
- FAW Premier Cup: 2005–06, 2006–07

Wolverhampton Wanderers
- League One: 2013–14

Portsmouth
- EFL Trophy: 2018–19[23]

### Individuais
- Treinador do Mês da Football League Championship: Abril de 2012, Novembro de 2012 (pelo Millwall), Agosto de 2014 (pelo Wolverhampton Wanderers)
- Treinador do Mês da League One: Setembro de 2008, Outubro de 2009, Março de 2010 (pelo Millwall), Março de 2014 (pelo Wolverhampton Wanderers)
- Treinador do Ano da League One: 2013–14 (dividido com Russell Slade)